# Östersjötåg
Östersjötåg (Juncus balticus) är en tågväxtart som beskrevs av Carl Ludwig von Willdenow. Enligt Catalogue of Life ingår Östersjötåg i släktet tåg och familjen tågväxter, men enligt Dyntaxa är tillhörigheten istället släktet tåg och familjen tågväxter. Arten är reproducerande i Sverige. Inga underarter finns listade i Catalogue of Life.

## Bildgalleri

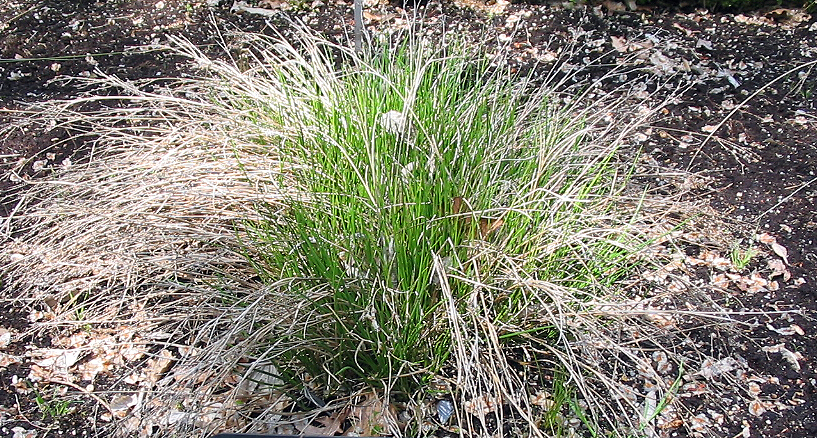
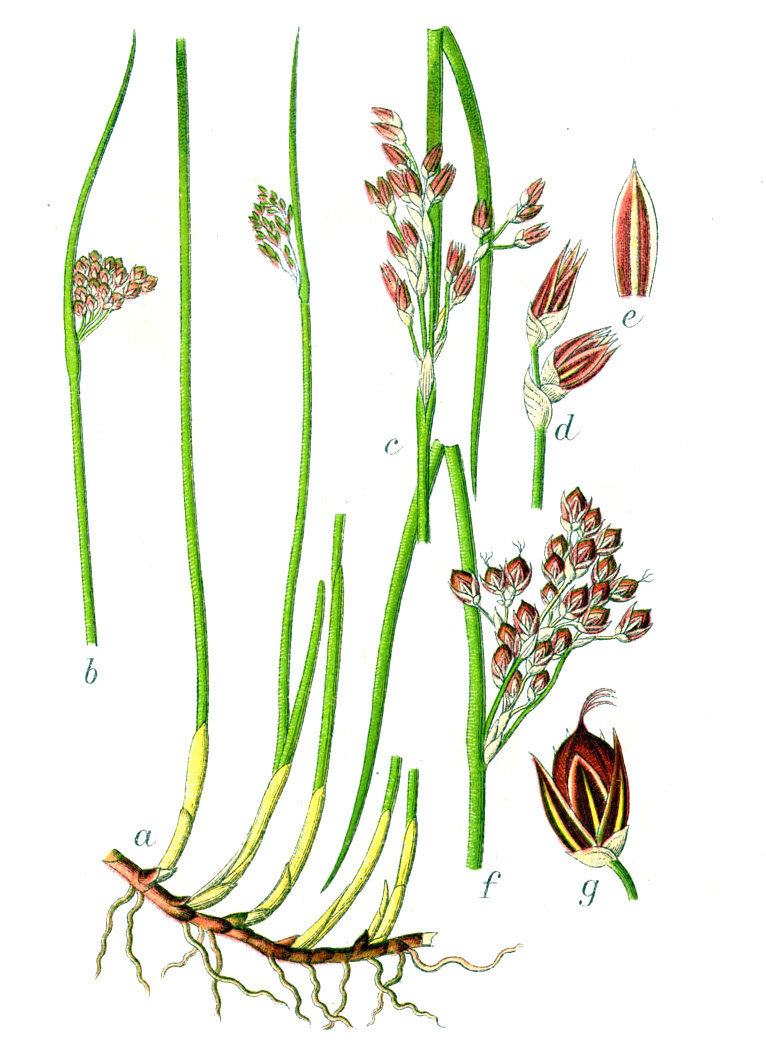
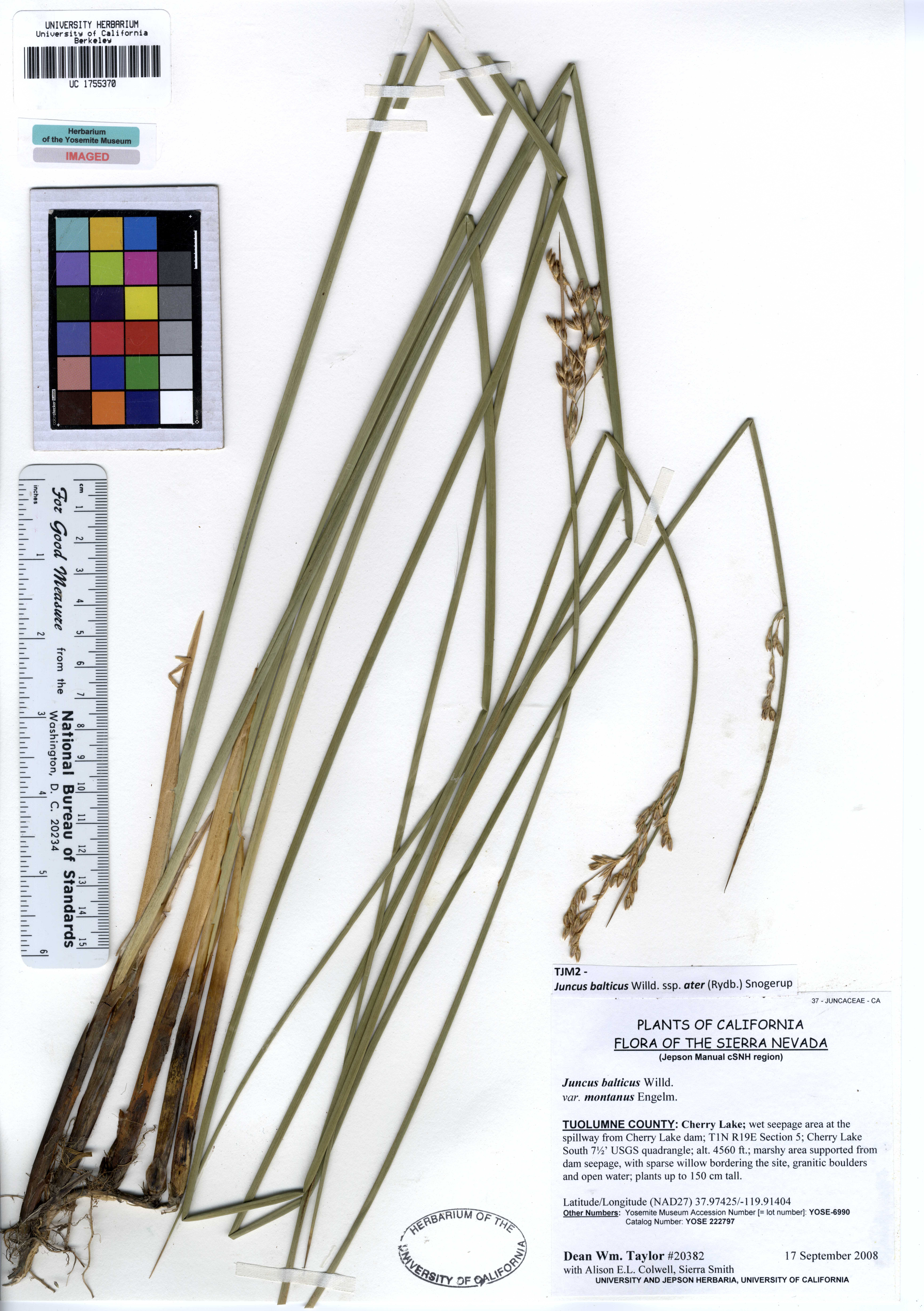
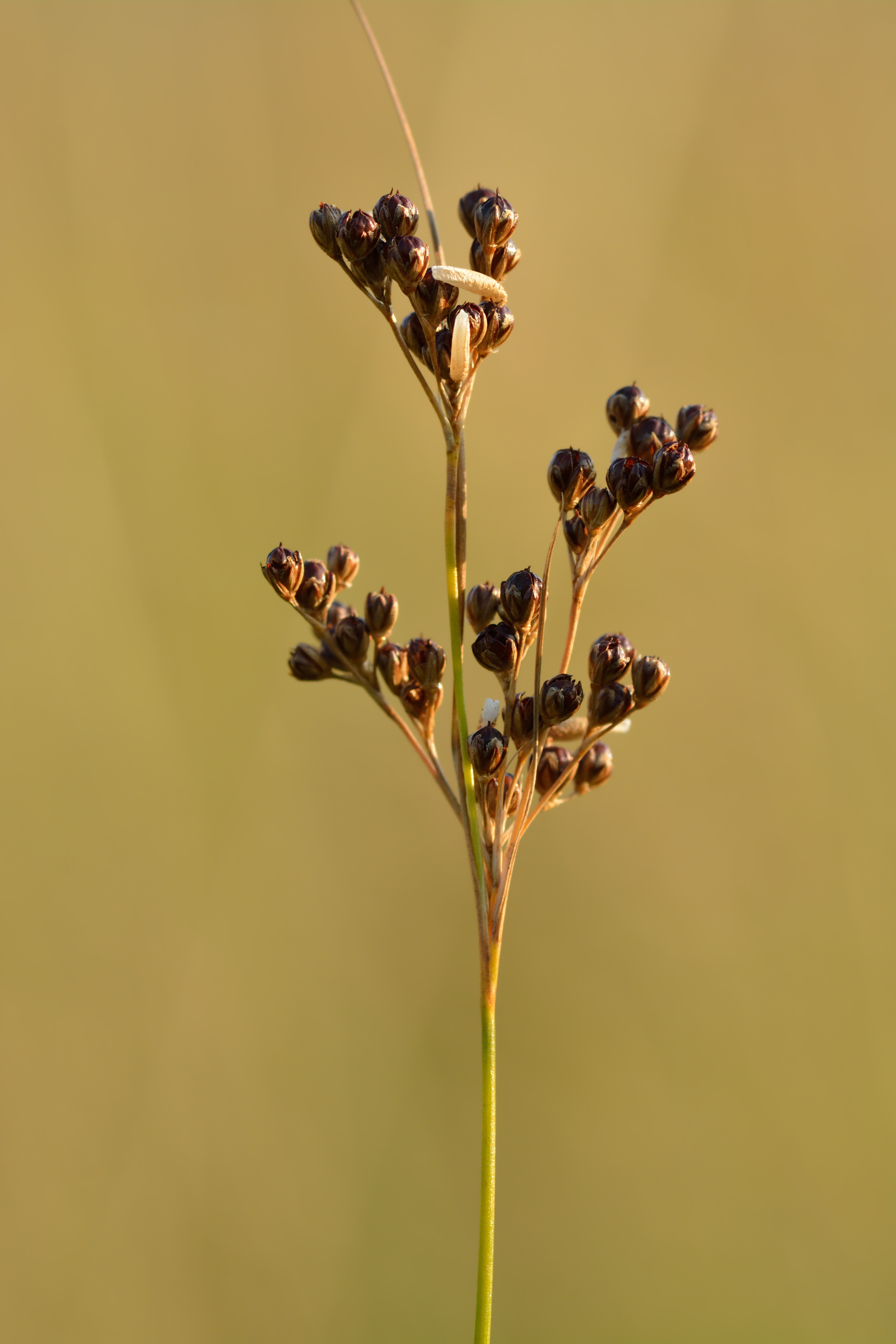
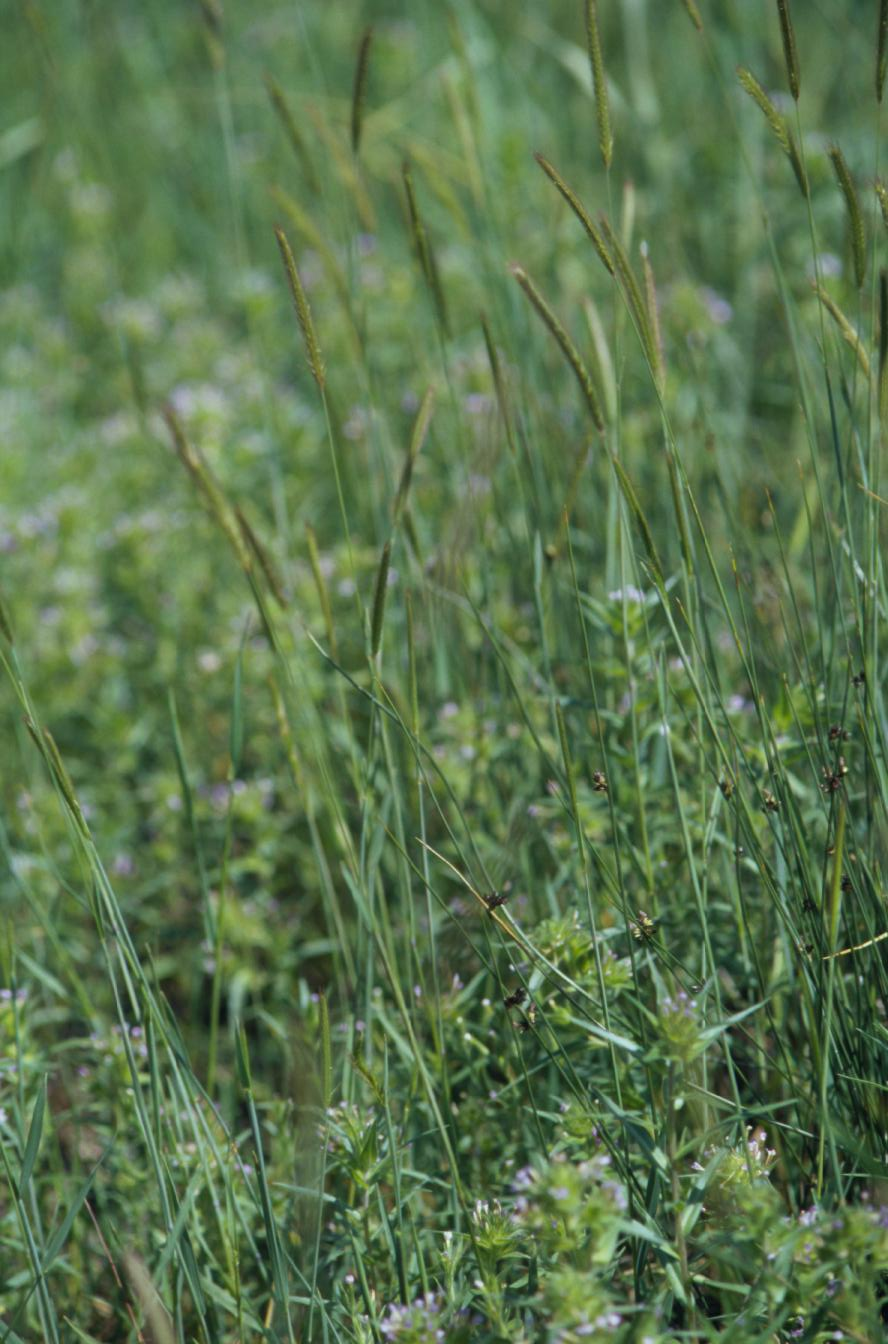
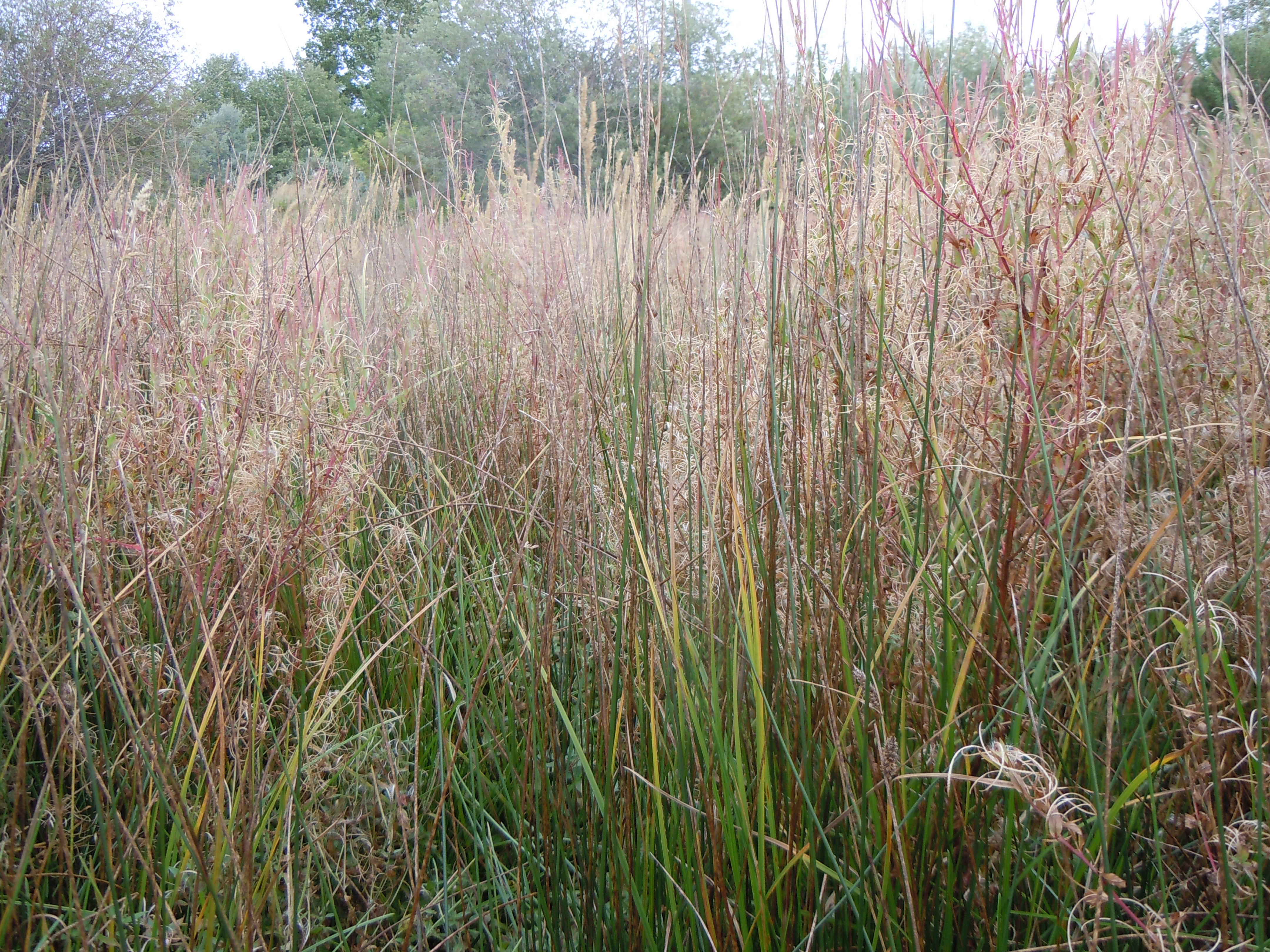